# Christoph Walther III
Christoph Walther (* 1550 in Dresden; † 11. Mai 1592 ebenda) war ein deutscher Maler, Bildschnitzer und Hoforganist. Zur Abgrenzung gegenüber anderen Künstlern gleichen Namens aus der Künstlerfamilie Walther, Christoph Walther I (Bildhauer, 1493–1546), Christoph Walther II (Bildhauer, 1534–1584) und Christoph Walther IV (Bildhauer, 1572–1626), wurde er als Christoph Walther III oder Christoph Walther III. bezeichnet.

## Leben
Christoph Walther III war der Sohn von Hans Walther II. Er wuchs in der Bildhauerwerkstatt der Familie in der Dresdner Terrassengasse 12 auf und erlernte die Kunst des Schnitzens und der Malerei. Zunächst waren kirchliche Motive seine Arbeit und die farbliche Gestaltung bildhauerischer Werke. Dazu entstanden im weiteren Verlauf verschiedene Wand- und Deckenbilder mit natürlicher Ausstrahlung. Im Jahr 1573 erhielt er das Bürgerrecht der Stadt Dresden. Wenig später heiratete er die Tochter Katharina seines Lehrmeisters, des in Dresden tätigen Malers Benedikt de Thola aus Brescia. Er wurde damit Schwippschwager von Antonio Scandello. Eine seiner Töchter heiratete später den Bildschnitzer Hans Stilling aus Dresden. Sein Atelier befand sich in der Nähe der Bildhauerwerkstatt. Im Jahr 1574 wurde er Mitglied der Dresdner Malerinnung (Künstler).
Neben seiner Arbeit als Maler eignete er sich das Musizieren auf einer Orgel an. Im Jahr 1579 wurde er zum Hoforganisten am sächsischen Hof ernannt. Nun bezog er auch ein eigenes Haus und gab Musikunterricht. Kurfürst August gab auf Veranlassung von Christoph Walther III im Jahr 1587 den Auftrag einer neuen Orgel für den Dom St. Marien in Freiberg an den Orgelbauer Georg Kretschmar. Im Dresdner Schloss fertigte er Wand- und Deckenbilder im Schlossturm an. Von seinen Werken ist über die Jahrhunderte keines erhalten geblieben.